# Aloi de Montbrai
Aloi de Montbrai o Mestre Aloi (segle xiv) fou un escultor català d'origen francès.
Documentat a Catalunya entre els anys 1337 i 1368, es creu de procedència normanda, encara que la seva activitat professional es va realitzar per a la Corona d'Aragó i Catalunya.
Rep encàrrecs reials de Pere el Cerimoniós, el primer, documentat l'any 1337 és el del sepulcre de la seva mare Teresa d'Entença. La realització de 19 escultures dels comtes i dels reis catalano-aragonesos per al Saló del Tinell en el Palau Reial Major de Barcelona, més tard també li encarrega el panteó real del monestir de Poblet, que va portar a terme juntament amb l'escultor Jaume Cascalls.

## Altres obres

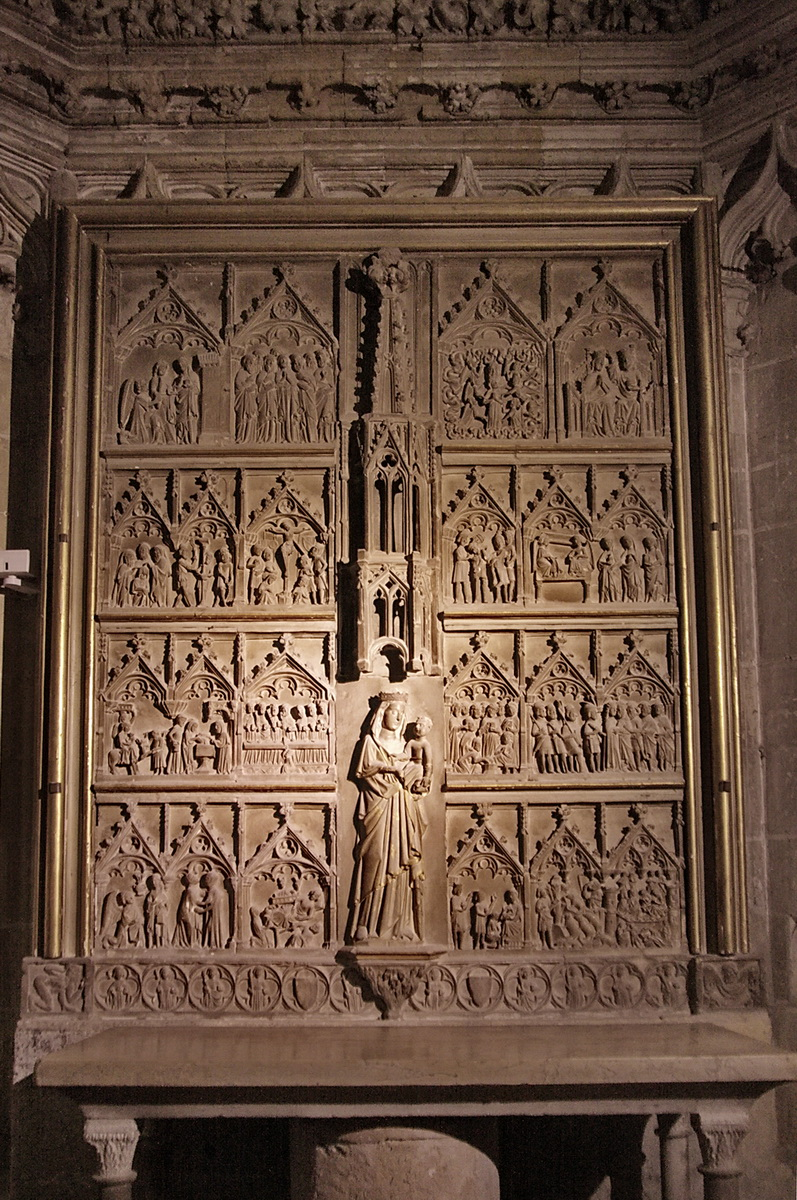
Retaule de la capella de Santa Maria dels Sastres a la catedral de Tarragona (1368)

- Marededeu de Prats de Rei, Anoia. Alabastre policromat de 1340
- El sepulcre de Margarida de Llúria, al monestir del Puig, destruït parcialment el 1936, (1344)
- Sepulcre de Sant Daniel al monestir de Sant Daniel de Girona. 1345
- Crist jacent del Sant Enterrament per a l'església de Sant Feliu de Girona. 1350
- Catedral de Girona
- Catedral de Tarragona